# Домаш, Семён Николаевич
Семён Никола́евич До́маш (бел. Сямён Мікала́евіч До́маш; 2 января 1950 — 9 февраля 2019) — белорусский политик.

## Биография
Родился 2 января 1950 года в деревне Тумаши Ляховичского района Барановичской области.
Окончил Бобруйский автотракторный техникум (1969), Высшую партийную школу (1981), Белорусский государственный институт народного хозяйства (1989), экономист.
Прошёл трудовой путь от механика по ремонту автомобилей до директора автокомбината № 1 г. Гродно. С 1982 г. перешёл на партийную работу, занимал ряд руководящих должностей (курировал промышленность, транспорт, строительство и другие отрасли народного хозяйства). С 1987 г. занимал руководящие посты в структурах власти в г. Гродно и Гродненской области.
В 1993 г. избран председателем Гродненского облисполкома и областного Совета депутатов, проявил себя как сторонник расширения полномочий местных органов власти и усиления их роли в территориальном развитии и функционировании отраслей народного хозяйства.
1990—1996 — депутат Верховного Совета Республики Беларусь, курировал работу постоянной комиссии по государственному строительству и местному самоуправлению, осуществлял связь с местными органами самоуправления и белорусской диаспорой.
23 марта 1996 г. избран вице-президентом Белорусской правозащитной конвенции, объединяющей на этот момент 113 общественных организаций, партий и движений.
В ходе ноябрьского референдума 1996 года открыто выступил против разрушительной политики А. Лукашенко и вместе с 70 депутатами Верховного Совета подписал заявление об импичменте президенту. Единственный региональный лидер, открыто перешедший в оппозицию к президенту. После поражения оппозиции в ноябре 1996 вернулся в Гродно, продолжая находится в оппозиции.
С 1997 года являлся председателем Координационного Комитета «Гродненская Инициатива», объединяющего 34 общественные, политические, профсоюзные организаций Гродненской области. По его инициативе и при активном участии в мае 2000 г. создана Координационная Рада «Региональная Беларусь», широкая коалиция, общественных, политических и профсоюзных объединений всех областных центров и крупных городов Беларуси. С 1999 года возглавлял неформальное объединение «Региональная Беларусь» — структуру, которая объединяет демократические организации и отделения партий и движений в регионах страны. Руководитель объединения «Гродненская инициатива». В Координационной раде демократических сил представляет Гродненскую область. Подписал Хартию’97 в числе первых ста человек.
Домаш собрал за свое выдвижение 161 476 подписей и таким образом он стал одним из кандидатов от оппозиции на президентских выборах в Белоруссии в 2001 году. За несколько дней до голосования снял свою кандидатуру в пользу Владимира Гончарика. Впоследствии стал директором одного из государственных предприятий в г. Гродно (Республиканское унитарное предприятие «Гродненское производственное кожевенное объединение»). Покинул эту должность в 2014 году. В 2017 году стало известно, что Домаш вошёл в руководство завода ABC.
Умер 9 февраля 2019 года в Гродно.
Был женат. Двое сыновей. Кандидат в мастера спорта по боксу. Регулярно занимался спортом, в частности атлетической гимнастикой. Любил фильмы в комедийном жанре, художественную, историческую и научно-популярную литературу.